# Bradesco
Banco Bradesco är en brasiliansk bank, grundad 1943. Den är den näst största banken i Brasilien.